# Amanda Fuller
Amanda Fuller (Sacramento (Californië), 27 augustus 1984) is een Amerikaanse actrice.

## Biografie
Fuller heeft de high school doorlopen aan de Notre Dame High School in Sherman Oaks en haalde in 2002 haar diploma.

## Filmografie
Uitgezonderd korte films.
- 2018 All the Creatures Were Stirring - als Linda
- 2016 Fashionista - als April
- 2014 The Brittany Murphy Story - als Brittany Murphy
- 2014 Starry Eyes – als Tracy
- 2013 Cheap Thrills – als Audrey
- 2012 Beverly Hills Chihuahua 3: Viva La Fiesta! – als Spa medewerkster
- 2011 Freerunner – als Dolores
- 2011 Creature – als Beth
- 2011 Other People's Lives – als Alexis
- 2010 Red White & Blue – als Erica
- 2009 Mr. Sadman – als Anna
- 2007 Primal Doubt – als Claire Harper
- 2007 Kush – als Sandra
- 2006 Americanese – als Holly
- 2005 Conviction – als ??
- 2003 The Failures – als Sally
- 2001 Askari – als Emma Crawshay
- 2001 Annatomy of a Hate Crime – als Kristen Price
- 2000 Children of Fortune – als Erica Passenger
- 1999 The Incredible Genie – als Emily
- 1998 Whatever It Takes – als April
- 1998 Safety Patrol – als meisje in de gang
- 1998 Real Story – als Mallory
- 1998 Carson's Vertical Suburbia – als Racelle
- 1997 Don King: Only in America – als tiener
- 1997 'Til There Was You – als Debbie (13 jaar)
- 1996 The Making of a Hollywood Madam – als Brittany
- 1995 Deadly Whispers – als Crystal Acton
- 1993 Tales of the City – als Lexy

### Televisieseries
Uitgezonderd eenmalige gastrollen.
- 2012 – 2021 Last Man Standing – als Kristin Baxter – 170 afl.
- 2018 - 2019 Orange Is the New Black - als Badison Murphy - 14 afl.
- 2012 Grey's Anatomy – als Dr. Morgan Peterson – 5 afl.
- 2009 Life – als Ann Early – 2 afl.
- 2005 – 2006 Threshold – als Karyn Reynolds – 2 afl.

- Bibliothèque nationale de France: cb16627738r (data)
- Gemeinsame Normdatei: 1071808664
- International Standard Name Identifier: 0000 0003 8138 1695
- Library of Congress Control Number: no2018119763
- Système universitaire de documentation: 166467030
- Virtual International Authority File: 261251037
- WorldCat: E39PBJt3Yr9RdqXvdR4w69Tfv3

1. ↑  Zie opmerking op de Overlegpagina.